# Basile Georges Casmoussa
Basile Georges Casmoussa (Bagdida, Iraque, 25 de outubro de 1938) é um clérigo católico síriaco, arcebispo aposentado da Cúria no Patriarcado de Antioquia no Líbano e Visitador apostólico para os crentes católicos sírios na Austrália.

## Educação e sacerdócio
Casmoussa entrou no seminário São João em Mossul, onde completou seus estudos filosóficos e teológicos. Ele foi ordenado sacerdote em 10 de junho de 1962. Nos dois anos seguintes trabalhou como assistente do reitor do seminário de Charfet (Líbano) e como colaborador na secretaria do Patriarcado dos Siro-católicos em Beirute.
A partir de 1964, padre Casmoussa se dedicou ao trabalho com jovens em seu país natal, o Iraque, e também foi editor-chefe da revista Al-Fikr Al Masihi. De 1973 a 1976, ele estudou ciências sociais na Universidade Católica de Leuven, obtendo uma licenciatura. Ele está entre os fundadores da associação sacerdotal "Les Prêtres du Christ-Roi".
Além do árabe, ele sabe francês e inglês. Basile Casmoussa escreveu e traduziu vários livros.

## Episcopado
Em 8 de maio de 1999, o Sínodo da Igreja Católica Siríaca o elegeu para a Arqueparquia Católica Síria de Mossul e ele foi consagrado arcebispo em 9 de dezembro, pelo Patriarca Ignatius Moussa I Daoud; os principais co-consagradores foram os arcebispos Athanase Matti Shaba Matoka e Jules Mikhael Al-Jamil.
Em 17 de janeiro de 2005, de acordo com relatos da mídia e do Vaticano, Casmoussa foi forçado a entrar em um carro por homens armados em frente à sua igreja, a Igreja da Anunciação, no leste de Mossul, e levado para um local não revelado. Em um comunicado, o Vaticano condenou duramente o sequestro e falou sobre um ato terrorista. Liberação imediata foi solicitada. Após 24 horas, ele foi liberto sem pagar resgate.
Em 26 de junho de 2010, Monsenhor Basile Casmoussa renunciou como Arcebispo de Mossul e foi transferido para o cargo de Bispo da Cúria Patriarcal de Antioquia dos Sírios. Em 1º de março de 2011, foi nomeado pelo Papa Bento XVI como Arcebispo da Cúria Patriarcal.
Em 13 de janeiro de 2014, o Papa Francisco o nomeou Visitador Apostólico para os fiéis católicos sírios na Europa Ocidental, sucedendo Jules Mikhael Al-Jamil, que morreu em 3 de dezembro de 2012. Após sua renúncia em 7 de março de 2017, o Papa Francisco o nomeou Visitador Apostólico para os fiéis católicos sírios na Austrália em 21 de junho do mesmo ano.